# 가면라이더 지오
《가면라이더 지오》(일본어: 仮面ライダージオウ 가멘 라이다 지오[*], 영어: Kamen Rider Zi-O)는 2018년 9월 2일부터 2019년 8월 25일까지 방영된 20번째 마지막 헤이세이 가면라이더 시리즈다. 한국에서는 2020년 3월 7일부터 2020년 6월 20일까지 방영했다.

## 개요
토키와 소고는 평범한 고등학생이었으나 미래에서 날아온 츠쿠요미와 게이츠에게 자신이 마왕이 된다고 듣는다.

## 줄거리
2018년 9월,주인공 토키와 소고(오지호)는 츠쿠요미(셀레네)를 만나 50년 후에 미래에 오마 지오가 될것이다라는 소리를 듣는다. 이후 묘코인 게이츠가 타임마진을 끌고 나타나 소고를 습격한다. 그 후 츠쿠요미가 타임마진을 끌고와서 2017년으로 회피. 그곳에서 키류 센토,반죠 류우가를 만났는데 츠쿠요미가 그곳에 나타나 파이즈 폰 X로 기절시킨다. 하지만 2018년에는 어나더 라이더가 나타나 그 둘은 빌드의 기억을 잃게 되고 위기에 처한 소고의 각오로 지오로 변신하게 된다. 그 후로도 에그제이드,포제,파이즈등등의 레전드 라이더들의 힘을 얻고 지오II(지오2)로의 변신을 하게 되고 백워즈의 등장부터 본격적으로 게이츠가 소고을 쓰러트린 가능성이 있는 세계에서온 미래의 라이더들과 츠쿠요미,게이츠는 소고의 곁을 떠나가고 있었고 카코가와 히류에게 쭉 미움을 받아 오고 각오를 다진 게이츠의 의해 패배해나갔지만 소고의 일침으로 다시 소고의 곁으로 돌아가고 카코가와 히류를 물리친다. 그 후 다양한 라이더들을 만나고 그랜드 지오로 변신하게 된다. 하지만 카코가와 히류에 의해 세계가 바뀌어져 버렸고 다시 되돌리기 위해 전투를 벌이지만 카도야 츠카사는 디케이드의 힘의 절반을 빼앗기고 만다. 하지만 소고가 히류를 이김으로써 다시 되올아온다. 그리고 그때 스월츠가 가져간 디케이드의 힘으로 본인이 어나더 디케이드로 변신. 츠쿠요미도 가면라이더 츠쿠요미로 변신한다. 하지만 스월츠를 모시는 척을 했고 마지막화 소고에게 날리던 최후의 일격을 게이츠가 맞으면서 소고의 분노가 차올라 오마지오로 변신. 그 이후 계속 연기를 해오던 츠쿠요미가 스월츠를 배신하자 스월츠가 곧장 바로 죽여 버려 더욱 더 분노하여 봉마시왕 필살격을 스월츠에게 직격으로 날리고 스월츠는 사망. 그리고 소고는 다른 친구 없이 왕이 되면 섭섭하니 시공을 제창조 시키고 다시 이야기의 시작이 된 2018년 9월로 돌아가 게이츠,츠쿠요미,오라,우르와 함께 고등학생이 되고 이야기가 끝난다.

## 출연진

### 지오 일행
- 토키와 소고(오지호)-오쿠노 소우,타카이와 세이지(2068년의 소고)
- 묘코인 게이츠(게이츠)-오시다 가쿠
- 츠쿠요미(셀레네)-오오하타 시에리
- 워즈-와타나베 케이스케
- 토키와 준이치로(오준일)-나마세 카츠히사
- 카도야 츠카사(츠카사)-이노우에 마사히로

### 타임 재커
- 스월츠(스와츠)-카네사키 켄타로
- 우르-이타가키 리히토
- 오라-콘노 아야카
- 티드-다이토 슌스케
- 피니스-이코마 리나

### 레전드 라이더

#### 빌드편
- 키류 센토(장래오)-이누카이 아츠히로
- 반죠 류우가(반용주)-아카소 에이지

#### 에그제이드편
- 호죠 에무(도명호)-이이지마 히로키
- 카가미 히이로(강인준)-세토 토시키

#### 포제&파이즈편
- 키시라기 겐타로(독고달호)-후쿠시 소타
- 이누이 타쿠미(테이지)-한다 켄토
- 쿠사카 마사토(구사카 사비노)-무라카미 코우세이

#### 위자드편
- 니토 코우스케(이라온)-나가세 타스쿠

#### 가이무편
- 카즈라바 코우타(강시우)-사노 가쿠
- 쿠몬 카이토(카이트)-코바야시 유타카

#### 오즈편
- 히노 에이지(오준혁)-와타나베 슈
- 단 쿠로토(현도현)-이와나가 테츠야

#### 고스트편
- 텐쿠지 타케루(천유영)-니시메 슌
- 후카미 마코토(최진성)-야마모토 료스케
- 카도야 츠카사(츠카사)-이노우에 마사히로

#### 헤이세이 제네레이션즈 포에버
- 노가미 료타로(료타로)-사토 타케루

#### 류우키편
- 키도 신지(신지)-스가 타카마사

#### 미래 라이더
- 카구라 렌타로(여영수)-타와다 히데야
- 도안 몬도(안서문)-스즈키 카츠히로
- 마키나 렌토(마키나 렌트)-이리에 진기
- 백워즈(화이트 워즈)-와타나베 케이스케

#### 아기토편
- 츠가미 쇼이치(주강민)-카토 토시키

#### 히비키편
- 토도로키(도도로키)-카와구치 신고
- 키리야 쿄스케(김신우)-나카무라 유이치

#### 블레이드편
- 켄자키 카즈마(겐자키)-츠바키 타카유키
- 아이카와 하지메(하지메)-모리모토 료지
- 카이토 다이키(다이키)-토타니 키미토

#### 키바편
- 가면라이더 긴가(가면라이더 은하)-스기타 토모카츠

#### 카부토편
- 카가미 아라타(가가미 아라타)-사토 진
- 야구루마 소우-토쿠야마 히데노리
- 카게야마 슌(가게야마 슌)-우치야마 마사토

#### 덴오편
- 사쿠라이 유토(유토)-나카무라 유이치

#### 극장판 over,Quartzer
- 시지마 고우(고우현)-이나바 유우
- 쿼처 리더-헨토나 잇사
- 알파-사이토 슈스케
- 베타-파파이야 스즈키
- 히덴 아루토-타카하시 후미야(선행등장)

#### 어나더 월드
- 미나토 미하루(민하루)-아라이 아츠시
- 체이스-카토노 다이고
- 다이도 카츠미(기태원)-마츠오카 미츠루

#### 레이와 더 퍼스트 제네레이션
- 히덴 아루토-타카하시 후미야
- 후와 이사무-오카타 류타로
- 야이바 유야-이게타 히로에
- 호로비-스나가와 슈야
- 진-나카가와 다이스케
- 아마츠 가이-사쿠라기 나치(선행등장)

#### V시네마 가면라이더 게이츠 마제스티
- 다테 아키라(나영광)-이와나가 히로아키
- 테루이 류(류강혁)-키노모토 미네히로
- 쿠사카 마사토(구사카 사비노)-무라카미 코우세이

### 어나더 라이더
- 농구선수(이름 불명)[어나더 빌드]-모리 타이세이
- 이이다(이성준)[어나더 에그제이드]-코다마 타카시
- 사쿠마 류이치(유태성)[어나더 파이즈,어나더 포제]-미즈이시 아토무
- 하야세(조현우)[어나더 위자드]-이와시마 즈이마로
- 아스라[어나더 가이무]-토모츠네 유우키
- 마키무라(안희준)[어나더 고스트]-나오타카 호리케
- 민간인(정체불명)[어나더 더블]-이토 켄타로
- 히사나가 아타루[어나더 덴오]-후쿠자키 나유타
- 티드[어나더 쿠우가]-다이토 슌스케
- 히사나가 신고[어나더 얼티밋 쿠우가]-사이요 타이요
- 키도 신지(미러월드)[어나더 류우가]-스가 타카마사
- 도안 타모츠(안영철)[어나더 퀴즈]-사이토 요이치로
- 카코가와 히류(강비류)[어나더 지오],[어나더 지오 II],[어나더 오마지오]-사쿠마 유우
- 민간인[어나더 아기토]-칸자키 하지메
- 츠즈미야 츠토무(고태근)[어나더 히비키]-노다 리히토
- 쿠리하라 아마네(아마네)[어나더 블레이드]-카지와라 히카리
- 키타지마 유코(이윤주)[어나더 키바]-샤쿠 유미코
- 엔도 타쿠야(원주하)[어나더 덴오]-고토 다이
- 윌[어나더 제로원]-와다 소코
- 피니스[어나더 1호]-이코마 리나

## 음악
극중,극장판 음악 외로는 배우 본인들이 자신의 테마곡을 불렀다.
- Over “Quartzer” - Shuta sueyoshi feat. ISSA
- 지오, 시간의 왕자 - 오쿠노 소우
- Future Guardian - 오시다 가쿠
- 달이 차오를 때 - 오오하타 시에리
- Black&White - 와타나베 케이스케
- Revolutionize - 카네사키 켄타로,콘노 아야카,이타가키 리히토
- Next new world - Riderchips
- P.A.R.T.Y Universe festival~ - DA PUMP

## 방영 목록
추가바람
| 이전 가면라이더 빌드 2017년 9월 3일 ~ 2018년 8월 26일 | 제20대 헤이세이 가면라이더 시리즈 2018년 9월 2일 ~ 2019년 8월 25일 | 다음 (가면라이더 제로원) (2019년 9월 1일 ~ 2020년 8월 30일) 레이와 시대 |